# Juaye
Juaye est une ancienne commune française du département du Calvados et la région Normandie, intégrée au territoire de la commune de Juaye-Mondaye créée en 1857.

## Histoire
La commune fusionne avec celles de Bernières-Bocage et Couvert par la loi du 3 juin 1857. La nouvelle commune ainsi formée pend le nom de Juaye-Mondaye.

## Démographie
| 1793 | 1800 | 1806 | 1821 | 1831 |
| ---- | ---- | ---- | ---- | ---- |
| 662  | 607  | 630  | 648  | 683  |

| 1836 | 1841 | 1846 | 1851 | 1856 |
| ---- | ---- | ---- | ---- | ---- |
| 525  | 511  | 475  | 479  | 448  |